# Zelenkiv, Talne
Zelenkiv (în ucraineană Зеленьків) este o comună în raionul Talne, regiunea Cerkasî, Ucraina, formată numai din satul de reședință.

## Demografie
Componența lingvistică a comunei Zelenkiv
     Ucraineană (98,8%)
     Rusă (1,04%)
Conform recensământului din 2001, majoritatea populației comunei Zelenkiv era vorbitoare de ucraineană (98,8%), existând în minoritate și vorbitori de rusă (1,04%).